# Zapisi s hodočašća na kraj svijeta. Camino de Santiago
Zapisi s hodočašća na kraj svijeta. Camino de Santiago je hrvatski dokumentarni film.
Hodočasnici i autori filma su Anđelko Šutalo i Vlado Terkeš, koji su 2015. godine hodočastili su svetome Jakovu u Santiago de Compostellu. Hodajući su prešli put od osamsto kilometara, od Saint Jean Pied de Porta u Francuskoj do Santiaga u španjolskoj pokrajini Galiciji, i sve bilježili s kamerom.